# Волынцы (Нижегородская область)
Волынцы — село в Ветлужском районе Нижегородской области. Административный центр Волыновского сельсовета.

## Население
| 1999 | 2002 | 2010 | 2017 |
| ---- | ---- | ---- | ---- |
| 354  | ↘301 | ↘255 | ↘233 |

## Улицы
В селе имеется одна улица — Молодёжная.

## Известные уроженцы
- Борисов, Пётр Павлович (1901—1940) — советский военный деятель, комбриг, Герой Советского Союза.